# 地面大作戰
《地面大作戰》是由太東公司以《天蠶變》為藍圖，於1989年起發行的電子遊戲。玩家操縱着一台太空船，建立關卡要求量的免疫區，以減少敵人的攻擊。

## 遊戲概要
整體遊戲類似《天蠶變》，但《地面大作戰》遊戲的敵人種類較多。整體遊戲共有十六關，玩家必須於每一個關卡建立免疫區後，並且小心敵人的攻擊，並且於每一個關卡建立至少80%的免疫區，才能將該關卡的所有敵人消滅。

### 建立免疫區
玩家取得遊戲次數（credits）之後，系統預設有三條命可以使用。玩家可以控制機體X軸與Y軸的移動，或配合按鈕建立免疫區，以達到突破關卡的目的。玩家建立了免疫區後，躲在免疫區內，可以避免遭到敵人的攻擊。玩家若是在免疫區內不是「正在建立免疫區」的狀態下，是不會受到敵人的攻擊。
但玩家一旦走出免疫區，並且建立新的免疫區時，若有下列兩種情況，則很有可能會失去一條生命：
- 敵人碰觸到太空船劃出免疫區的線段時，會引發火花，並且快速追蹤到太空船的尾端，太空船會被該火花給燒毀，並失去生命。當然，火花是否讓太空船燒毀，還是要視線段長短，與太空船是否建立完免疫區的情況而定。
- 敵人碰觸到太空船本體，則直接燒毀，損失一條生命。

如果玩家建立完一區免疫區，則該區免疫區確定，大部分敵人與太空船本體都無法通過該處，而整體免疫區也會被計算。每關關卡必須要達到80%的免疫區，或達到某些特殊條件，才能過關。

### 防護盾
防護盾（shield）是太空船在免疫區邊緣上，可以持有的能量計數單位。當太空船在免疫區上，如果防護盾是綠色的，則表示太空船可以受到防護盾的保護，反之如果是紅色的，則太空船就沒有免疫區防護盾的保護，太空船很有可能會被外侵敵人給摧毀。
關卡開始，防護盾的數，是以900單位開始倒數，直至0單位為止。倒數的同時，如果防護盾低於200單位，遊戲會發出警告，提醒玩家盡快建立完80%以上的免疫區，或者得到特殊發射寶物，將關主（頭目）摧毀，以利過關。
在免疫區上的防護盾，在下列兩種情況時，線段會變成紅色，表示即使太空船在免疫區的邊緣上，仍然會遭受敵人的摧毀：
- 太空船劃出建立免疫區的線段，則該線段是紅色的，此時太空船就沒有防護盾免疫區的保護。
- 防護盾的單位降至0%，則整體的免疫區邊緣，就由綠色改變為紅色。即使太空船在免疫區邊緣上，就算與敵人接觸，仍然會損失一條生命。

但如果玩家還有兩條或以上的生命數，防護盾如果剩下超過300單位以上並失誤者，則由該數字繼續倒扣；低於300單位而失誤者，則重新由300單位繼續倒扣。例如玩家在40單位失去一條生命，並剩下兩條命，則玩家重新開始，防護盾由300單位繼續倒扣。

### 過關條件
下列是此遊戲的過關條件。
- 玩家必須要在關卡建立至少有80%的免疫區，最高可以到99.9%的免疫區。免疫區建立得愈多，額外分數也愈高。
- 玩家若是能在關卡只建立一次免疫區（即「一次免疫建立過關法」），就能達到80%以上的標準，則可獲得1,000,000分的特殊獎勵（special bonus），不按照比例標準，另計算免疫區的多寡，而額外給分。
- 除了「一次免疫建立過關法」的特殊獎勵外，若能將「雙關主」（雙頭目）敵人分開時建立免疫區隔開敵人，同樣也可獲得1,000,000分的特殊獎勵。
- 即使免疫區低於80%的標準，若能得到特殊發射（special shot），將關主（頭目）殺死，同樣也能直接過關，除了取得摧毀關主的額外分數100,000分，遊戲也會再給100,000分的獎勵。

## 註腳
1. ↑  .   [2018-12-16]. （原始内容存档于2018-12-16）.
2. ↑  .   [2018-12-16]. （原始内容存档于2018-12-16）.

## 外部連結
- 《地面大作戰》Virtual Console版的介紹
- 《地面大作戰》於街機博物館網站的介紹（页面存档备份，存于）